# Kanton Bracieux
Der Kanton Bracieux war bis 2015 ein französischer Wahlkreis im Arrondissement Blois, im Département Loir-et-Cher und in der Region Centre-Val de Loire; sein Hauptort war Bracieux. Vertreter im Generalrat des Départements war zuletzt von 1998 bis 2015 Gilles Clément (DVG).
Der Kanton Bracieux war 348,56 km² groß und hatte 17.131 Einwohner (Stand: 2012).

## Gemeinden
Der Kanton bestand aus 13 Gemeinden:
| Gemeinde             | Einwohner Jahr | Fläche km² | Bevölkerungsdichte | Code INSEE | Postleitzahl |
| -------------------- | -------------- | ---------- | ------------------ | ---------- | ------------ |
| Bauzy                | 278 (2013)     | 24,7       | 11 Einw./km²       | 41013      | 41250        |
| Bracieux             | 1269 (2013)    | 2,95       | 430 Einw./km²      | 41025      | 41250        |
| Chambord             | 115 (2013)     | 54,38      | 2 Einw./km²        | 41034      | 41250        |
| Crouy-sur-Cosson     | 502 (2013)     | 28,37      | 18 Einw./km²       | 41071      | 41220        |
| Fontaines-en-Sologne | 637 (2013)     | 46,25      | 14 Einw./km²       | 41086      | 41250        |
| Huisseau-sur-Cosson  | 2310 (2013)    | 22,79      | 101 Einw./km²      | 41104      | 41350        |
| Maslives             | 742 (2013)     | 7,35       | 101 Einw./km²      | 41129      | 41250        |
| Mont-près-Chambord   | 3217 (2013)    | 28,51      | 113 Einw./km²      | 41150      | 41250        |
| Muides-sur-Loire     | 1336 (2013)    | 9,15       | 146 Einw./km²      | 41155      | 41500        |
| Neuvy                | 317 (2013)     | 31,28      | 10 Einw./km²       | 41160      | 41250        |
| Saint-Dyé-sur-Loire  | 1127 (2013)    | 5,51       | 205 Einw./km²      | 41207      | 41500        |
| Saint-Laurent-Nouan  | 4289 (2013)    | 60,98      | 70 Einw./km²       | 41220      | 41220        |
| Tour-en-Sologne      | 1052 (2013)    | 26,34      | 40 Einw./km²       | 41262      | 41250        |